# Acacia podalyriifolia
Acacia podalyriifolia är en ärtväxtart som beskrevs av George Don jr. Acacia podalyriifolia ingår i släktet akacior, och familjen ärtväxter. Inga underarter finns listade i Catalogue of Life.

## Bildgalleri

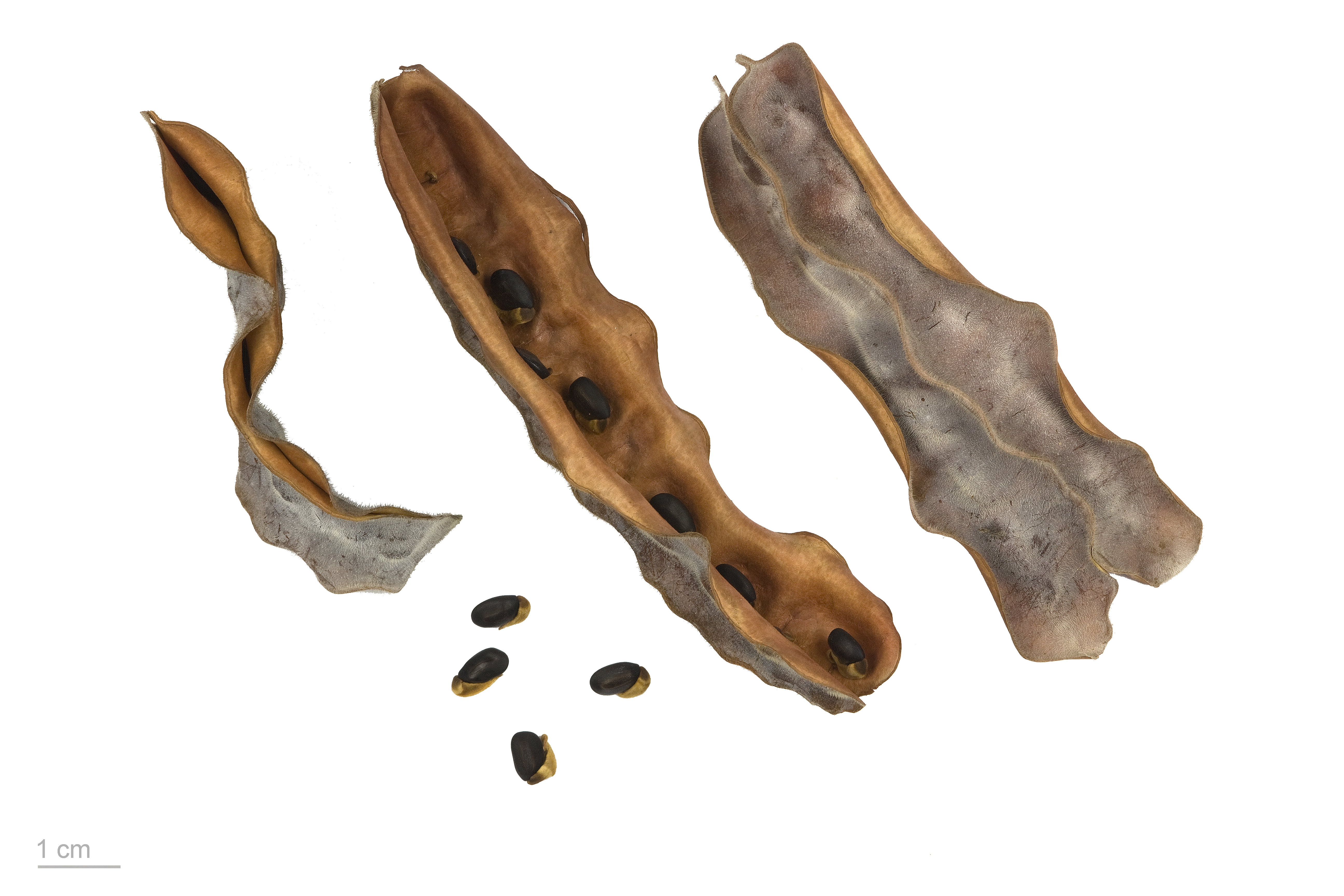
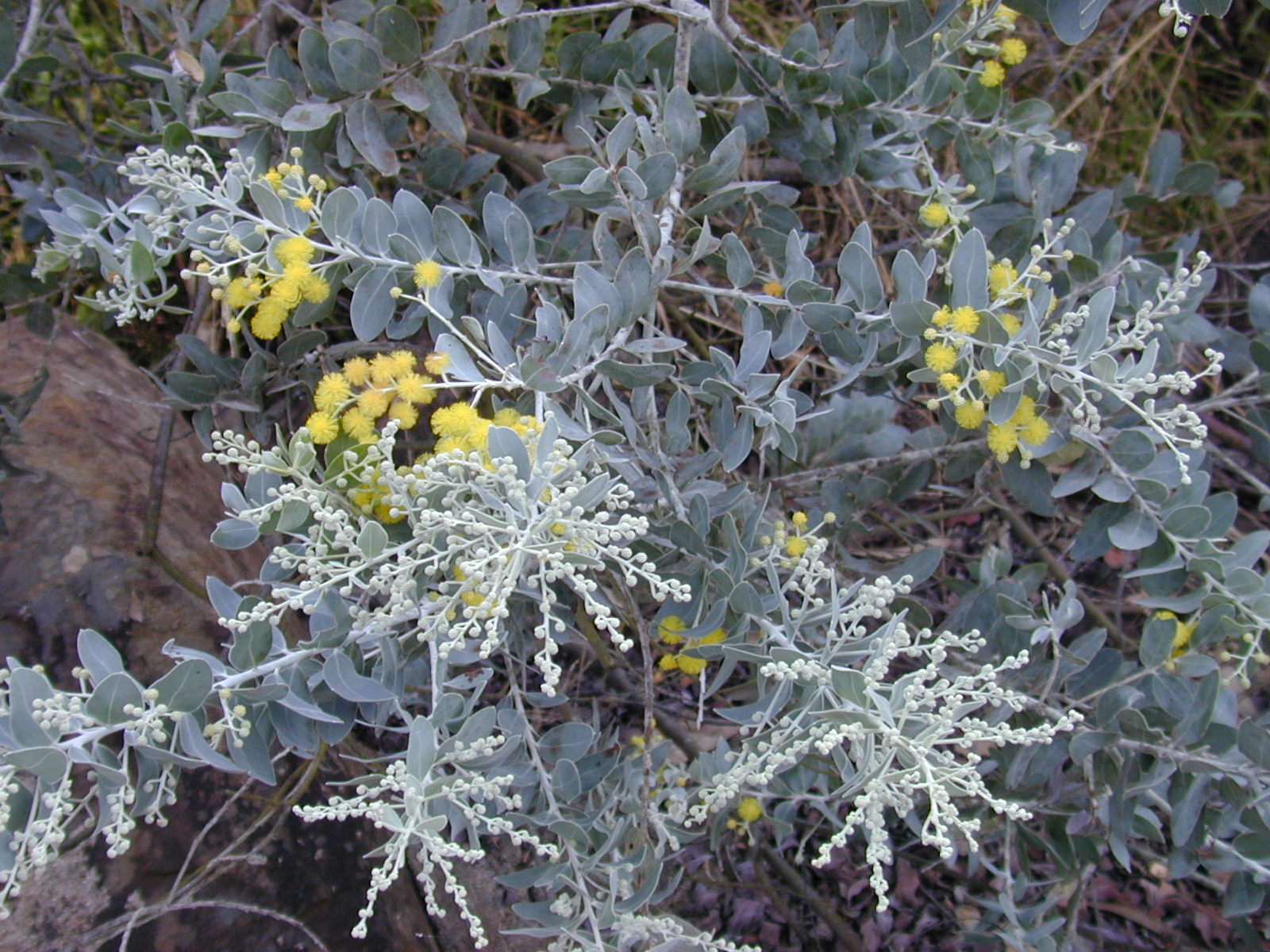
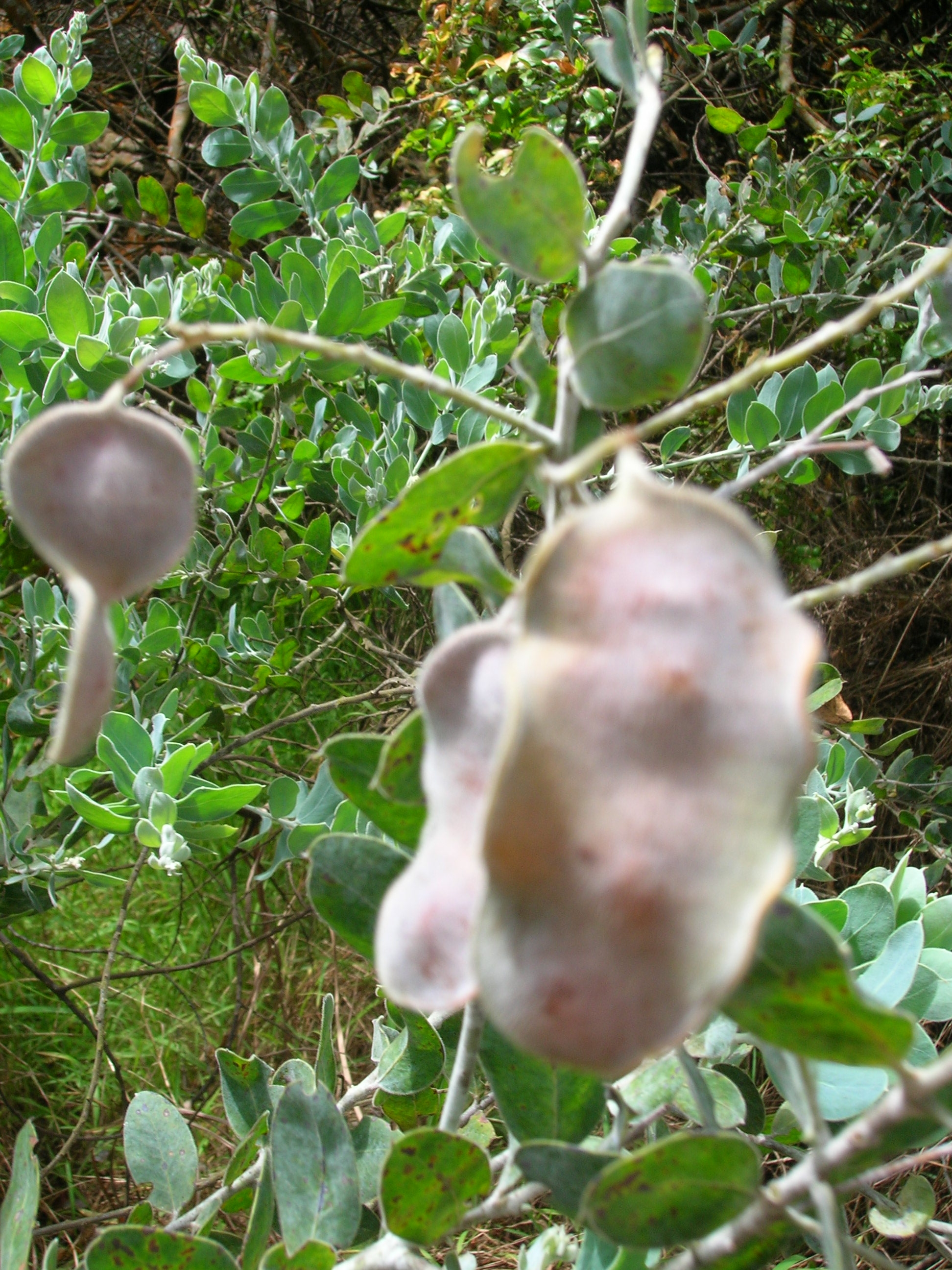
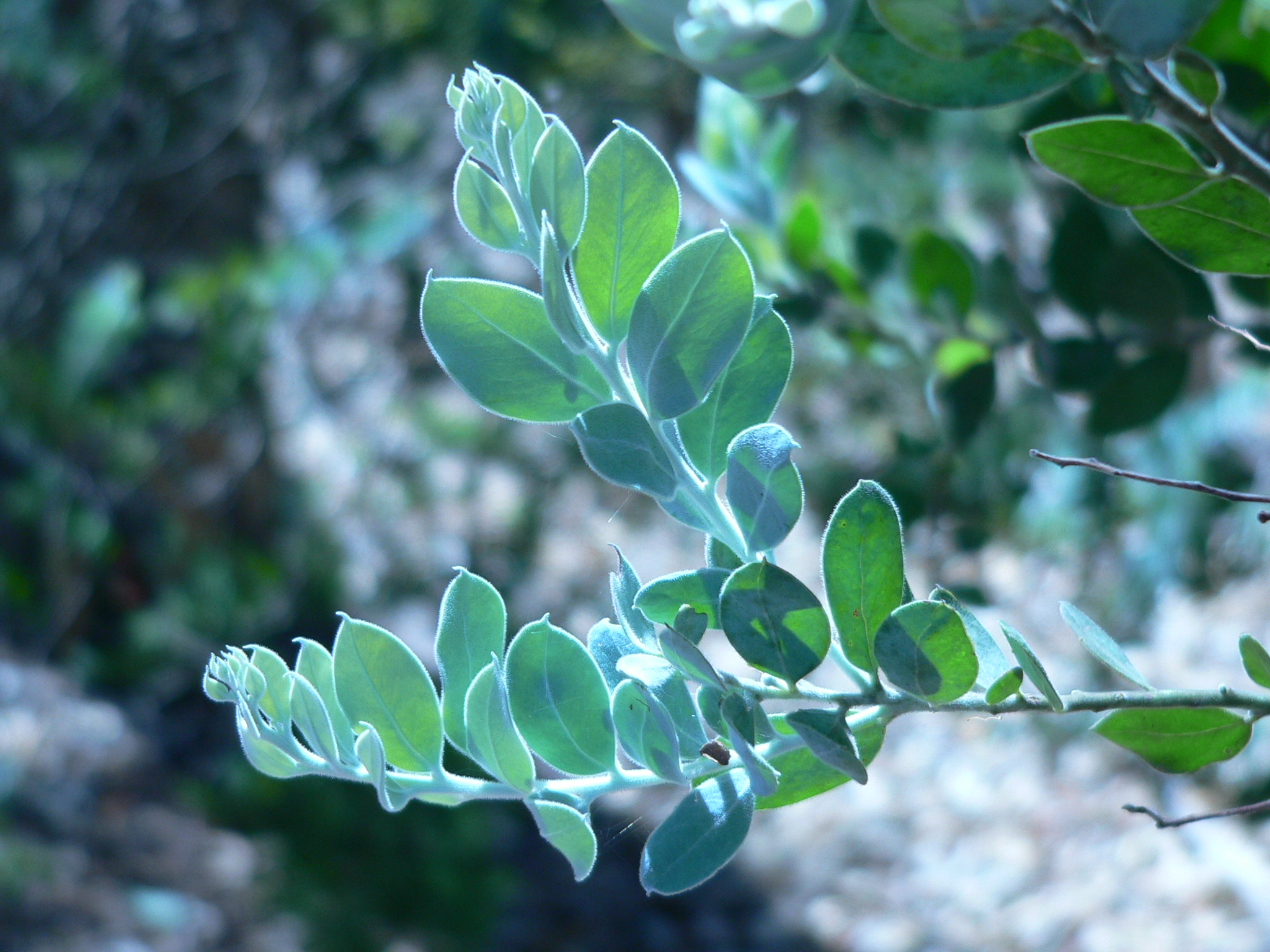
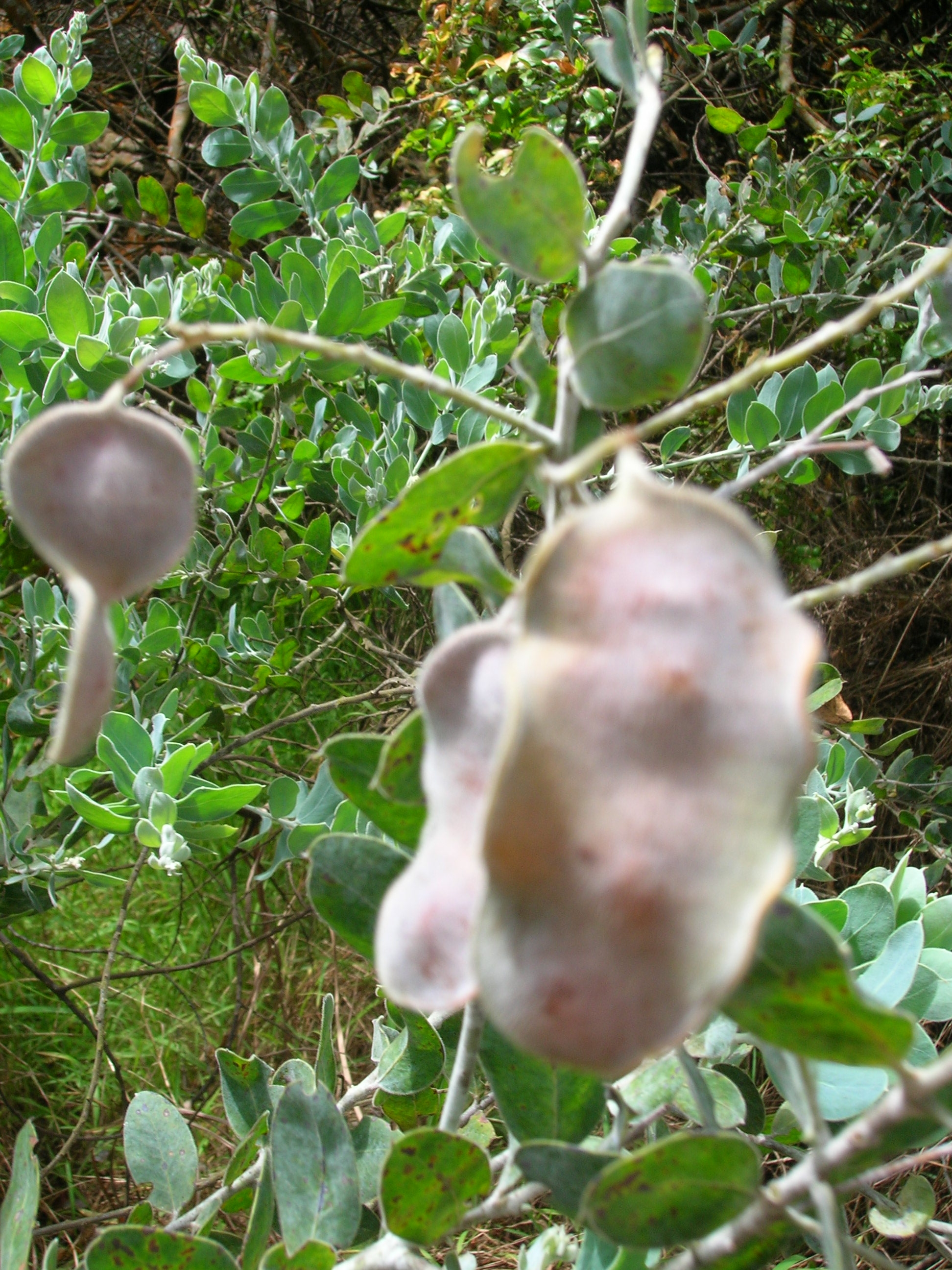
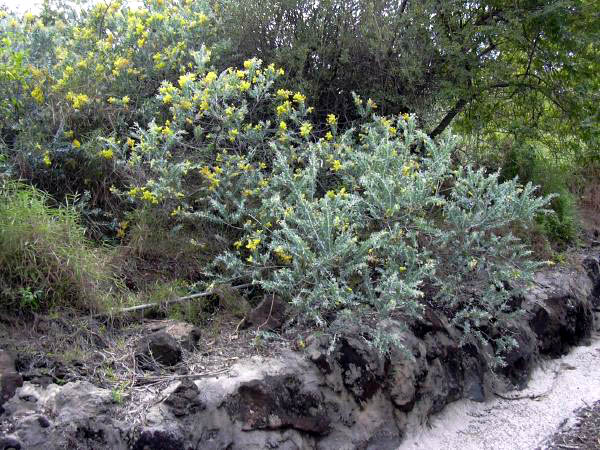